# 伊藤元博
伊藤 元博（いとう もとひろ、1941年3月 - ） は日本の医学者（産科学）。学校法人東邦大学理事長。東邦大学名誉教授。医学博士。不妊症（特にアンドロロジー）治療の第一人者。
1966年3月東邦大学医学部医学科卒業。1967年3月東邦大学医学部附属病院にてインターン修了。同年12月第43回医師国家試験合格（医籍登録第195401号）1973年から精子形成についての研究に従事（1992年まで）。1974年4月東邦大学医学部産科婦人科学講座助手。1976年6月医学博士（東邦大学）1981年9月東邦大学医学部産科婦人科学第１講座講師。1984年2月同助教授。1991年3月同教授。同9月東邦大学医学部付属佐倉病院産科婦人科学講座教授。2000年7月東邦大学医学部付属佐倉病院長。2006年6月同大学を定年退職。同年7月東邦大学名誉教授。同年9月学校法人東邦大学理事長。他にArchives of Androgy編集委員、日本産科婦人科学会代議員、日本不妊学会評議員、日本アンドロロジー学会評議員などを務める。

## 主な論文
- 『TCRにおける術中モニタリング　水中毒発生予防を目的に』　日本産科婦人科内視鏡学会雑誌21巻2号 Page384-387(2005.12)
- 『卵巣腫瘍と鑑別困難であった骨盤内悪性傍神経節腫の一例』　日本産科婦人科学会関東連合地方部会会報(0285-8096)42巻4号 Page449-453(2005.11)
- 『皮膚筋炎に合併した卵巣癌の一例』　日本産科婦人科学会関東連合地方部会会報(0285-8096)42巻1号 Page15-19(2005.03)
- 『子宮内膜癌を合併したatypical polypoid adenomyomaの1例』　産科と婦人科(0386-9792)72巻3号 Page397-399(2005.03)
- 『原発性卵巣平滑筋腫の1例』　臨床婦人科産科(0386-9865)59巻1号 Page117-120(2005.01)
- 『癌肉腫への悪性転化を伴う卵巣成熟嚢胞性奇形腫の一例』　日本産科婦人科学会関東連合地方部会会報(0285-8096)41巻4号 Page359-363(2004.11)
- 『産婦人科術後にみる臀部皮膚障害　術後臀部褥瘡』　臨床婦人科産科(0386-9865)58巻8号 Page1079-1081(2004.08)
- 『卵巣原発中胚葉性混合腫瘍の4例』　産科と婦人科(0386-9792)71巻2号 Page257-260(2004.02)
- 『選択的帝王切開と新生児呼吸障害　当院における11年間の臨床成績』　周産期医学(0386-9881)33巻12号 Page1529-1531(2003.12)
- 『妊娠継続が困難であった遺伝性血管神経性浮腫(hereditary angioneurotic edema:HANE)合併妊娠の1例』　日本産科婦人科学会関東連合地方部会会報(0285-8096)40巻4号 Page437-440(2003.11)
- 『1児が無脳児であり,体重不均衡がみられた1絨毛膜1羊膜性双胎の1例』　日本産科婦人科学会関東連合地方部会会報(0285-8096)40巻1号 Page7-10(2003.03)
- 『当院における双胎妊娠の周産期予後と新生児予後』　産婦人科の実際(0558-4728)51巻12号 Page2135-2138(2002.11)
- 『排卵誘発後に卵巣過剰刺激症候群を伴わずに発症した下肢深部静脈血栓症の一例』　日本不妊学会雑誌(0029-0629)47巻4号 Page139-142(2002.10)
- 『肉腫成分の過増殖をともなう子宮体部腺肉腫の1症例』　産婦人科の実際(0558-4728)51巻7号 Page1059-1062(2002.07)
- 『Activation of Cdc2 kinase induced by Okadaic acid without the dephosphorylatoin of Cdc2 on tyrosine15』　Jpn J Fertil Steril (2002) 47(1), 1-12
- 『より安全な気腹式腹腔鏡の検討　低圧気腹の試み』　日本産科婦人科内視鏡学会雑誌17巻2号 Page78-80(2001.12)
- 『The role of STAT1 in activation of 1L-3-and 1L-5-induced eosinophils by interferon gamma』　Int Ach Allergy Immunol (2001) 124, 237-241
- 『子宮外妊娠・内視鏡下手術の適応と術式の選択　その選択基準を中心に　卵管間質部妊娠に対する腹腔鏡下手術の適応と管理』　日本産科婦人科内視鏡学会雑誌16巻2号 Page37-42(2000.12)
- 『腹腔鏡下子宮外妊娠手術の治療成績』　日本産科婦人科内視鏡学会雑誌16巻2号 Page147-149(2000.12)
- 『子宮頸管ポリープに発生した扁平上皮内癌』　産婦人科治療(0558-471X)81巻6号 Page725-728(2000.12)
- 『私たちはこうしている　腹腔鏡下手術と超音波切開凝固装置』　産婦人科治療(0558-471X)81巻5号 Page569-573(2000.11)
- 『一般病院における母体搬送の受け入れ　臨床的背景とその問題点』　産婦人科の世界(0386-9873)52巻12号 Page1089-1092(2000.12)
- 『hMG製剤投与時のAdverse Effectに関する検討　とくに皮膚症状について』　日本不妊学会雑誌(0029-0629)45巻2号 Page133-136(2000.04)
- 『腹腔鏡下手術における超音波切開凝固装置AutoSonixの有用性について』　日本産科婦人科内視鏡学会雑誌15巻1号 Page45-48(1999.12)
- 『妊娠と体脂肪』　産婦人科治療(0558-471X)80巻3号 Page269-272(2000.03)
- 『PCOにおけるYAGレーザー多孔術の検討』　日本産科婦人科内視鏡学会雑誌15巻1号 Page93-96(1999.12)
- 『hMG製剤に対し遅延型アレルギーを呈した1例』　The Journal of Obstetrics and Gynaecology Research(1341-8076)25巻6号 Page437-438(1999.12)
- 『分娩時に脳内出血をきたした1例』　日本産科婦人科学会関東連合地方部会会報(0285-8096)36巻4号 Page407-410(1999.11)
- 『月経痛の評価方法　Visual Analogue Scaleを用いた検討』　産科と婦人科(0386-9792)64巻4号 Page561-568(1997.04)
- 『尖圭コンジローマに対するレーザー治療』　臨床婦人科産科(0386-9865)49巻4号 Page524(1995.04)
- 『ラット精巣のテストステロン産生の調節機序 エストロジェン受容体機構について』　東邦医学会雑誌(0040-8670)40巻1号 Page1-6(1993.05)
- 『ラット精巣の発育過程におけるLeydig細胞機能の変化』　日本不妊学会雑誌(0029-0629)36巻1号 Page172-177(1991.01)
- 『ラット精巣の発育過程におけるペントースサイクル活性の推移』　日本不妊学会雑誌(0029-0629)34巻4号 Page880-885(1989.10)
- 『ブタ精巣上体管腔内液のペントースサイクル』　日本不妊学会雑誌(0029-0629)34巻1号 Page107-112(1989.01)
- 『ブタ精巣上体のペントースサイクル活性』　日本不妊学会雑誌(0029-0629)33巻3号 Page635-638(1988.07)
- 『ブタ精巣上体尾部および尾部精子におけるペントースサイクル』　日本不妊学会雑誌(0029-0629)32巻2号 Page184-189(1987.04)
- 『ブタ精子,精巣におけるペントースサイクルの脱水素酵素の局在について』　日本産科婦人科学会雑誌(0300-9165)39巻2号 Page195-201(1987.02)
- 『ブタ精巣におけるペントースサイクルと解糖』　日本不妊学会雑誌(0029-0629)31巻2号 Page186-192(1986.04)
- 『胎児管理上の諸検査結果と相反する新生児所見の検討』　日本産科婦人科学会東京地方部会会誌(0288-5751)34巻1号 Page102-105(1985.03)
- 『羊水過少症と先天性両側水腎症を伴う多発奇形児の1例』　産科と婦人科(0386-9792)51巻12号 Page1758-1760(1984.12)
- 『完全房室ブロックを合併した妊婦の分娩』　産婦人科の実際(0558-4728)33巻13号 Page2193-2196(1984.12)
- 『無精子症におけるリブロース-ペプタイド』　日本不妊学会雑誌(0029-0629)30巻1号 Page87-91(1985.01)
- 『ブタ精子,精漿中におけるリブロース-ペプタイド』　日本不妊学会雑誌(0029-0629)28巻4号 Page495-499(1983.10)
- 『ヒト精子におけるリブロースーペプタイドの代謝-グルコースー6-リン酸脱水素酵素について-』　日本不妊学会雑誌(0029-0629)25巻3号(1980)
- 『ヒト精液中のリブロースーペプタイドの代謝について』　日本不妊学会雑誌(0029-0629)21巻1号(1976)